# Gare de Saint-Léon-sur-l'Isle
La gare de Saint-Léon-sur-l'Isle est une gare ferroviaire française de la ligne de Coutras à Tulle, située sur le territoire de la commune de Saint-Léon-sur-l'Isle, dans le département de la Dordogne en région Nouvelle-Aquitaine.
C'est une halte ferroviaire de la Société nationale des chemins de fer français (SNCF), desservie par des trains TER Nouvelle-Aquitaine.

## Situation ferroviaire
Établie à 73 m d'altitude, la gare de Saint-Léon-sur-l'Isle est située au point kilométrique (PK) 55,174 de la ligne de Coutras à Tulle, entre les gares de Neuvic et de Saint-Astier.
Cette halte dépend de la région ferroviaire de Bordeaux. Elle est équipée de deux quais : le quai 1 dispose d'une longueur utile de 87 m pour la voie 1 et le quai 2 d'une longueur utile de 89 m pour la voie 2.

## Fréquentation
La fréquentation de la gare est détaillée dans le tableau ci-dessous :
|           | 2015   | 2016   | 2017   | 2018   | 2019   | 2020   | 2021   | 2022   | 2023   |
| --------- | ------ | ------ | ------ | ------ | ------ | ------ | ------ | ------ | ------ |
| Voyageurs | 16 999 | 15 771 | 16 445 | 15 292 | 16 631 | 16 347 | 18 035 | 19 074 | 23 551 |

## Histoire
Le 25 mai 2011 le passage planchéié pour la traversée des voies est sécurisé par la mise en service d'un signal lumineux prévu pour avertir du passage d'un train.

## Service des voyageurs

### Accueil

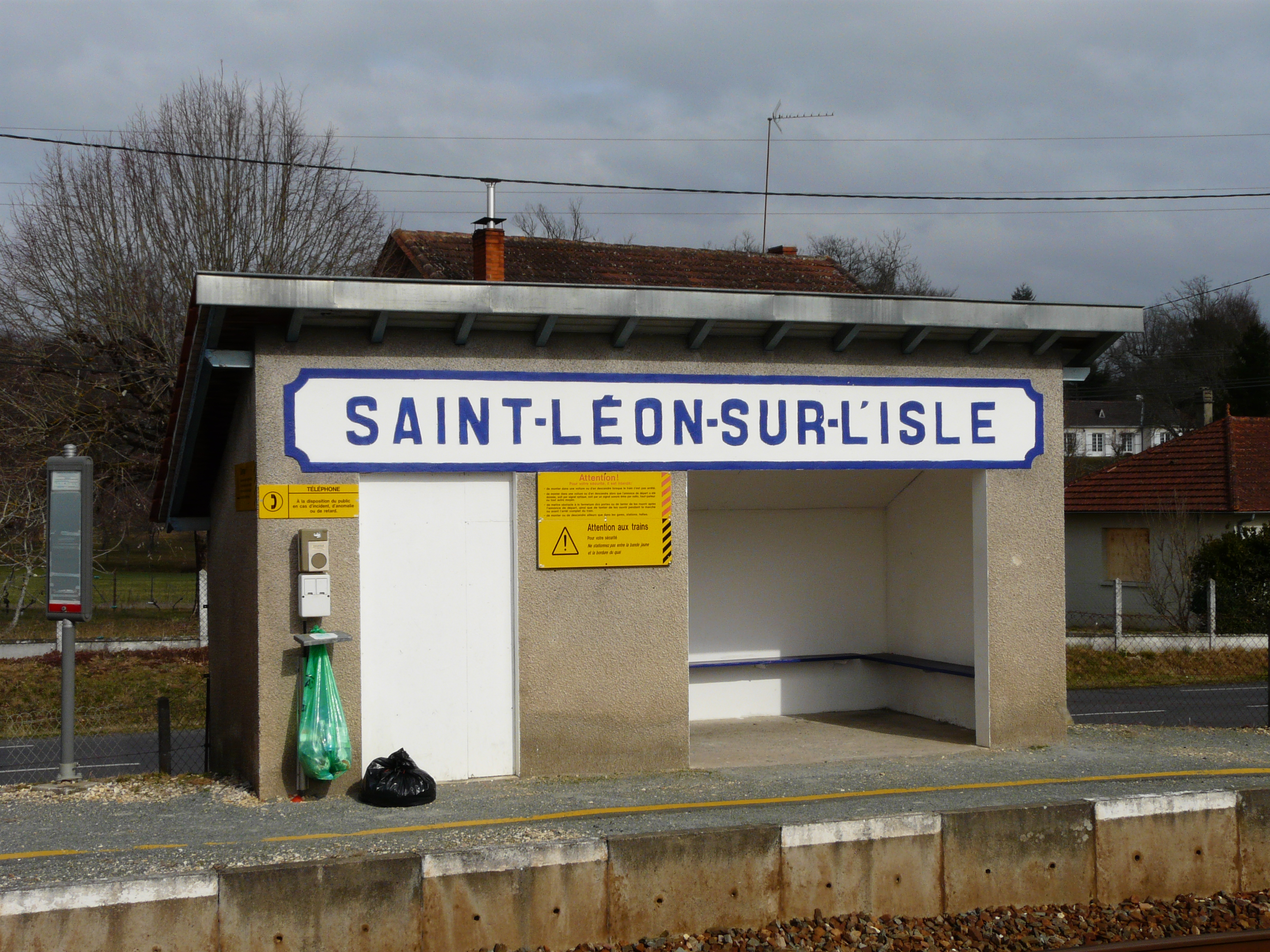
L'abri voyageurs.

Halte SNCF, c'est un point d'arrêt non géré (PANG) à entrée libre.
Un passage planchéié permet le passage d'un quai à l'autre, il est sécurisé par un dispositif lumineux prévenant le passage des trains.

### Desserte
Saint-Léon-sur-l'Isle est desservie par des trains TER Nouvelle-Aquitaine qui effectuent des missions entre les gares de Bordeaux-Saint-Jean, ou de Mussidan, et de Périgueux.
À partir du 2 juillet 2022, la gare sera desservie par la navette ferroviaire de Périgueux.

### Intermodalité
Le stationnement des véhicules est possible à proximité.